# 亚历山大·德·拉梅特
亚历山大·德·拉梅特（法語：Alexandre-Théodore-Victor, comte de Lameth，1760年10月20日—1829年3月18日）法国政治家，曾在罗尚博伯爵皇家洛林团担任上校并参加美国独立战争。作为美国独立战争的老兵，他与托马斯·杰斐逊等人建立了友谊，致力于温和宪法和社会改革。他与阿德里安·杜波特和安托万·巴纳夫一起成为“三头政治联盟”，在制宪议会掌握一定影响力。他曾以准将的身份抗议对图伊勒里宫的袭击而被指控叛国，随后逃离法国并被奥地利人关押七年。之后，拉梅特回国后并成为拿破仑时期的官员，后来归顺波旁王朝，领导自由派反对派。拉梅特撰写有多部小说和文章，其中最著名的是《制宪议会史》和《回忆录》，以准确描述制宪议会的工作。